# Xestoblatta hoplites
Xestoblatta hoplites es una especie de cucaracha del género Xestoblatta, familia Ectobiidae.

## Distribución
Esta especie se encuentra en Costa Rica.